# Topsite
Topsite是一个Warez术语。通常指拥有极好的网络并且不公开的FTP，Warez组织在上面发布Warez。一般Topsite拥有Tb级的硬盘和100Mbit以上的宽带。